# Data Access Objects
Data Access Objects (DAO, Objetos de Acceso a Datos) es una interfaz orientada a objetos creada por Microsoft la cual permitía a las primeras versiones de Microsoft Access y Visual Basic utilizar el motor de base de datos Jet. Posteriormente (en la versión 3.5) fue capaz de realizar un bypass al motor Jet y directamente acceder a las fuentes de datos ODBC, incluyendo Microsoft SQL Server y otros sistemas de bases de datos de empresa. DAO 3.6 fue la versión final desarrollada por Microsoft. Microsoft dice que DAO no estará disponible en los futuros sistemas operativos de 64-bit.
DAO funciona creando un objeto "Workspace" en el cual se realizan todas las operaciones de base de datos. El objeto workspace existe como un objeto sesión que existe dentro de un más amplio objeto motor de base de datos. Hay dos tipos de motores de base de datos: el objeto motor de base de datos Jet, y un motor de base de datos ODBCDirect. 
El objeto motor de base de datos Jet se compone de varios objetos: un objeto workspace y una serie de objetos error. El objeto workspace se compone de objetos usuario y grupo, y un objeto base de datos. Este último se compone de objetos contenedor (que son contenedores de objetos), objetos definición de consulta (QueryDef), objetos Recordset (definidos por un conjunto de objetos campo), objetos relación (muestran la relación entre los diferentes campos en la base de datos), y objetos definición de tabla (TableDef; que se componen de campos e índices de los campos seleccionados). 
El motor de base de datos ODBCDirect se compone de un objeto workspace y de un objeto errors. La principal diferencia entre este motor de base de datos y el motor de base de datos Jet es que el objeto workspace sólo se compone de series de objetos conexión ODBC, y el objeto base de datos se compone de series de objetos Recordset (conjunto de datos). Los objetos conexión ODBC se componen de objetos QueryDef y objetos Recordset.